# Seidmannsdorf

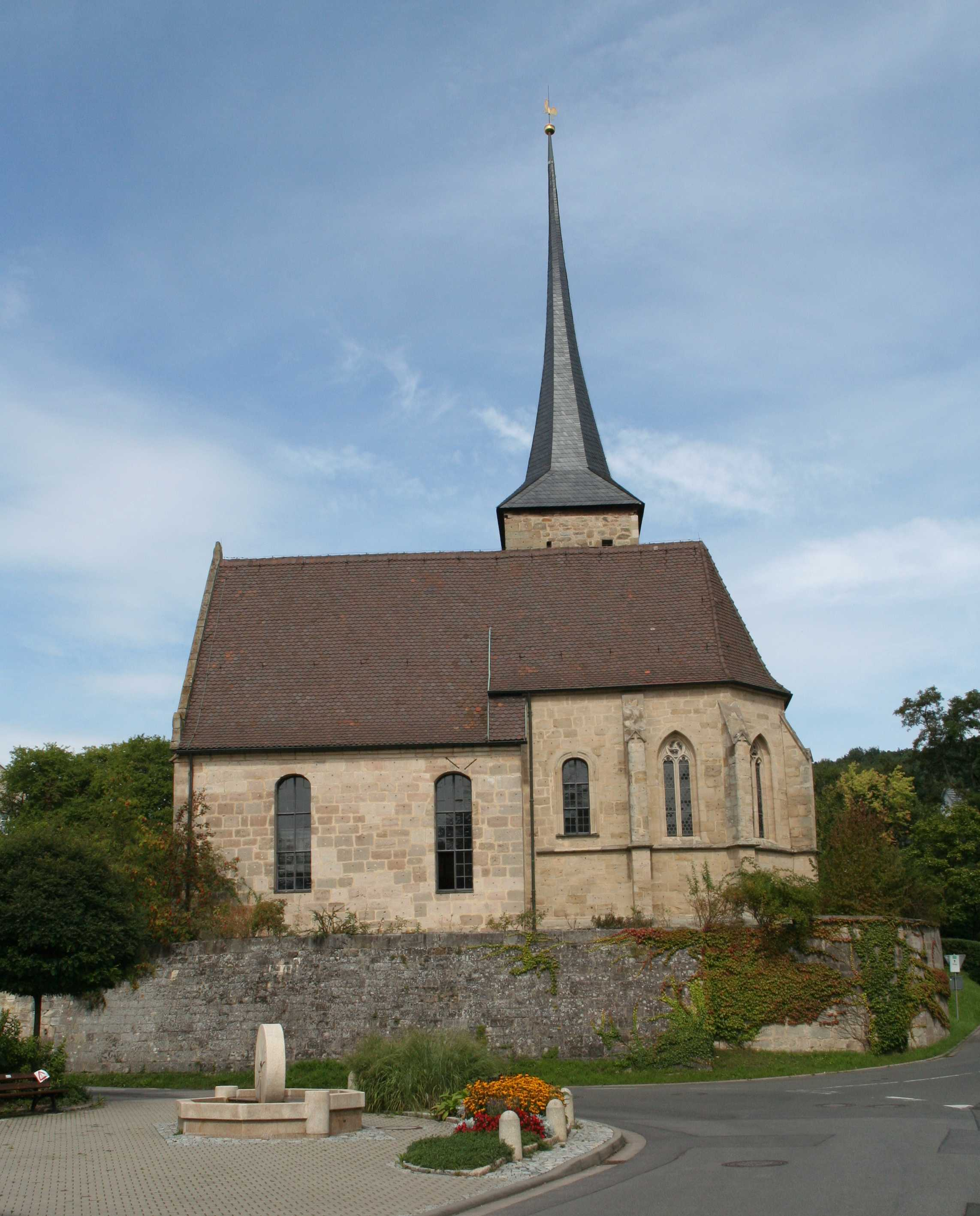
Pfarrkirche Unserer Lieben Frau in Seidmannsdorf

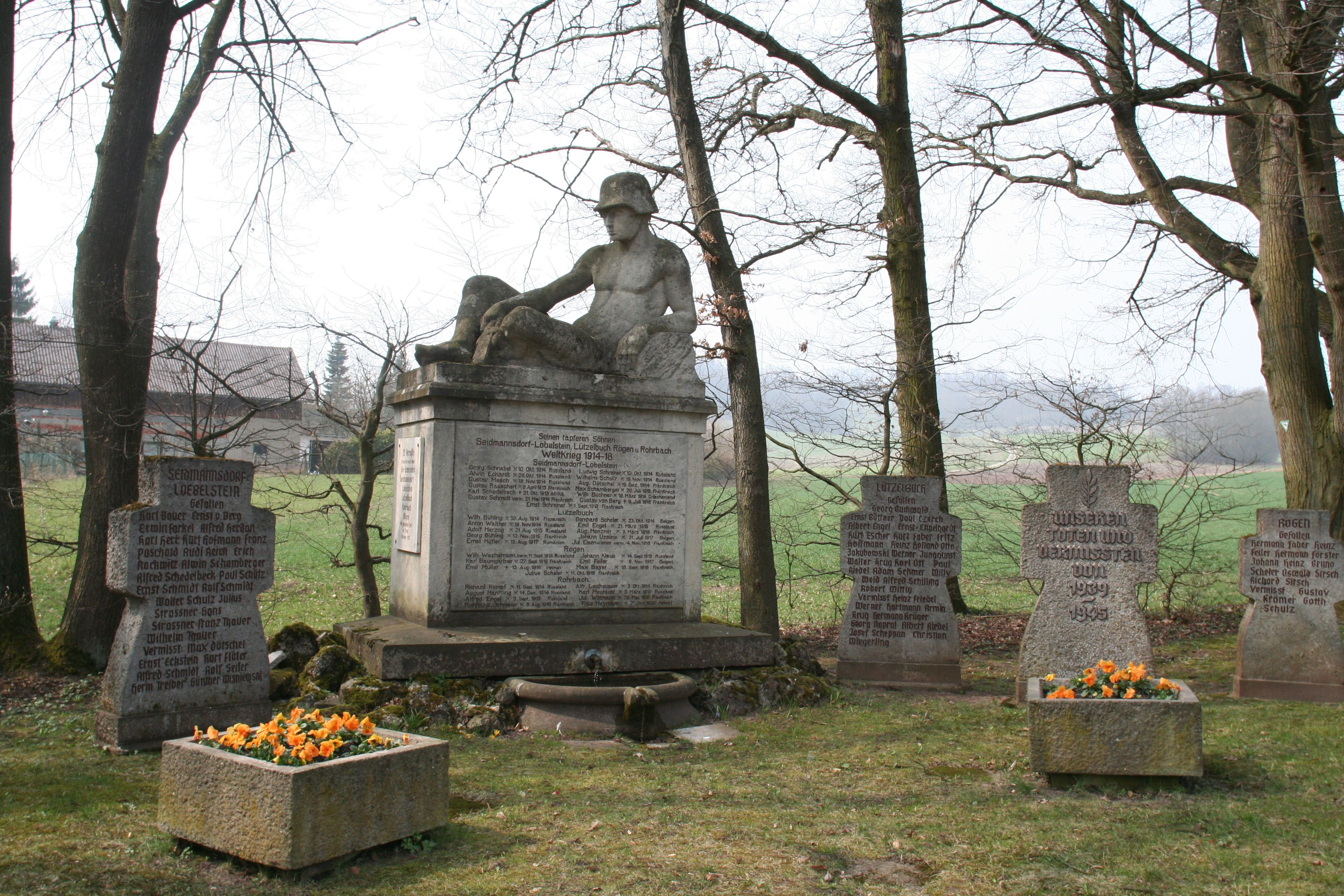
Kriegerdenkmal

Seidmannsdorf ist ein Stadtteil der oberfränkischen Stadt Coburg, drei Kilometer östlich der Kernstadt. Die 1075 erstmals erwähnte Ortschaft zählt zusammen mit dem 1869 eingemeindeten Nachbarort Löbelstein 643 Einwohner (Stand:1. April 2009) und umfasst eine Fläche von 1,98 km². Seidmannsdorf grenzt im Westen an die Coburger Kernstadt und den Coburger Stadtteil Ketschendorf, im Osten an Rögen und Lützelbuch, im Norden an Cortendorf und im Süden an Grub am Forst.

## Lage
Das ehemalige Ackerdorf Seidmannsdorf liegt im Ketschenbachtal an der Stelle, wo sich die in Ost-West-Richtung verlaufende Altstraße von Coburg über Ebersdorf nach Kronach und die Nord-Südstraße von Sonneberg nach Lichtenfels kreuzen. Entlang dieser Straßen unterhalb vom Johannisberg, Eierfelsen und Eckardtsberg entwickelte sich die Bebauung. Oberhalb der Wegkreuzung entstand im 15. Jahrhundert die Pfarrkirche Unserer Lieben Frau auf einem ummauerten Kirchhof.

## Geschichte
Die erste urkundliche Erwähnung Seidmannsdorfs wird auf das Jahr 1075 datiert. Der damalige Ortsname „Sithmarsdorff“ leitet sich wohl von dem slawischen Eigennamen Zitomirov ab. Das Dorf war ein königliches Gut, das zur Propstei Peter und Paul auf der Veste gehörte und bei der Errichtung des Klosters Saalfeld einbezogen wurde. Im Jahr 1289 verlieh der Abt Theodoricas von Saalfeld den Ort dem Sonnefelder Zisterzienserinnenkloster. 1291 schickte Papst Nikolaus IV. einen Freiheits- und Beschirmungsbrief an das Sonnefelder Kloster, in dem der Ort Seidmarsdorf genannt wurde. In der Mitte des 16. Jahrhunderts folgte die Reformation.
1632 zog Wallenstein mit seinen Soldaten über Seidmannsdorf und Löbelstein zur Veste, um sie zu belagern.
Nach dem Tod von Herzog Albrecht im Jahr 1699 kam Seidmannsdorf als Exklave des Amtes Sonnefeld im Jahr 1705 zu Sachsen-Hildburghausen. 1826 gelangte das Amt Sonnefeld gemäß dem Teilungsvertrag zu Hildburghausen wieder zu Sachsen-Coburg.
1806 schlugen französische Truppen auf dem Marsch zur Schlacht bei Jena und Auerstedt ihr Lager in dem Ort auf. Am Ersten Weltkrieg nahmen 60 Männer der Gemeinde teil, an zehn gefallene Soldaten erinnert ein Denkmal am Ortsausgang.
Seidmannsdorf war die erste Gemeinde im Coburger Landkreis, die elektrischen Strom von der 1911 gegründeten Überlandzentrale bezog und sich eine eigene Wasserleitung zulegte.
Am 22. Januar 1869 wurde Löbelstein, das erstmals 1515 nachweisbar ist, nach Seidmannsdorf eingemeindet. 1910 hatten die Dörfer 318 Einwohner, 1939 waren es 330. Am 1. Januar 1972 wurde die Gemeinde Seidmannsdorf mit 522 Einwohnern und einer Fläche von 199 Hektar zu einem Coburger Stadtteil.

## Sehenswürdigkeiten
- Die evangelisch-lutherische Pfarrkirche Unserer Lieben Frau stammt aus dem 15. Jahrhundert.
- Nördlich von Seidmannsdorf liegen auf einer etwa 400 Meter hohen Erhebung die Eierfelsen, Klippen aus der Dolomit-Arkose des Mittleren Buntsandsteins als Naturdenkmal.[2]

Siehe auch: Liste der Baudenkmäler in Coburg/Seidmannsdorf